# 핀과 제이크의 어드벤처 타임
《핀과 제이크의 어드벤처 타임》(영어: Adventure Time with Finn & Jake) 줄여서 《어드벤처 타임》(영어: Adventure Time)은 펜들턴 워드가 기획하고 카툰 네트워크에서 방영한 미국의 애니메이션이다. 주인공인 인간 소년 ‘핀’과, 마법의 힘으로 몸의 크기와 모양을 자유자재로 변화시킬 수 있는 개 ‘제이크’의 모험을 다루고 있다. 둘은 종말 이후의 세상인 ‘우 랜드’에서 산다. 이 시리즈의 파일럿은 닉툰스와 프레드레이터 스튜디오가 제작한 단편 애니메이션 소개 프로그램인 《랜덤! 카툰스》의 일부로 만들어졌다. 인터넷상에서 큰 화제를 모은 후 카툰 네트워크가 장편 시리즈로 만들어 2007년 11월 11일에 방영을 시작했다.
스토리보드 과정을 통해 여러 에피소드가 동시에 제작되며, 보통 11분 길이의 한 편을 제작하는 데 대략 엳아홉 달이 걸린다. 자연스러운 더빙을 위해 녹음은 성우들이 한자리에 모여 함께 진행된다. 또한 제작진이나 배우들이 조연 등장인물의 게스트 성우를 맡는 경우도 있다. 총 열 시즌이 제작되었으며, 2017년 11월 11일 방영된 마지막 에피소드를 끝으로 종영하였다. 이후 맥스를 통해 스페셜 에피소드인 《어드벤처 타임: 머나먼 땅》과 스핀오프 시리즈인 《피오나 앤 케이크》가 공개되었다.
최고 시청자 수 7,241,113명을 기록한 카툰 네트워크의 대표작 중 하나이며, 그 인기로 어린이부터 성인들 사이에서 두터운 팬덤을 형성하는 데도 성공하였다. 여덟 번의 프라임타임 에미상, 세 번의 애니상과 두 번의 영국 아카데미 어린이상 등 다수의 수상 경력이 있다. 스핀오프 버전인 코믹스는 아이스너상과 두 번의 하비상을 받았다. 또한 애니메이션을 기반으로 한 여러 비디오 게임이나 코믹스, 각종 상품이 출시되기도 하였다.

## 개요
《어드벤처 타임》은 인간 소년 핀과 마법의 개이자 핀의 의형제인 제이크의 모험 이야기를 다루고 있다. 제작자 펜들턴 워드는 핀을 ‘높은 도덕성을 가진 용맹한 어린아이’라고 표현했고, 제이크는 '자유자재의 개'라고 표현했다. 둘은 수천 년 전 핵전쟁으로 인해 파괴되어 버린 종말 이후의 세상인 우 랜드에서 살고 있다. 그 외 등장인물로는 캔디 왕국의 통치자인 버블검 공주, 악당이지만 어딘가 이상한 얼음 대왕, 록 음악을 좋아하는 뱀파이어 여왕 마르셀린 등이 있다.

## 개발

### 구상 및 창작

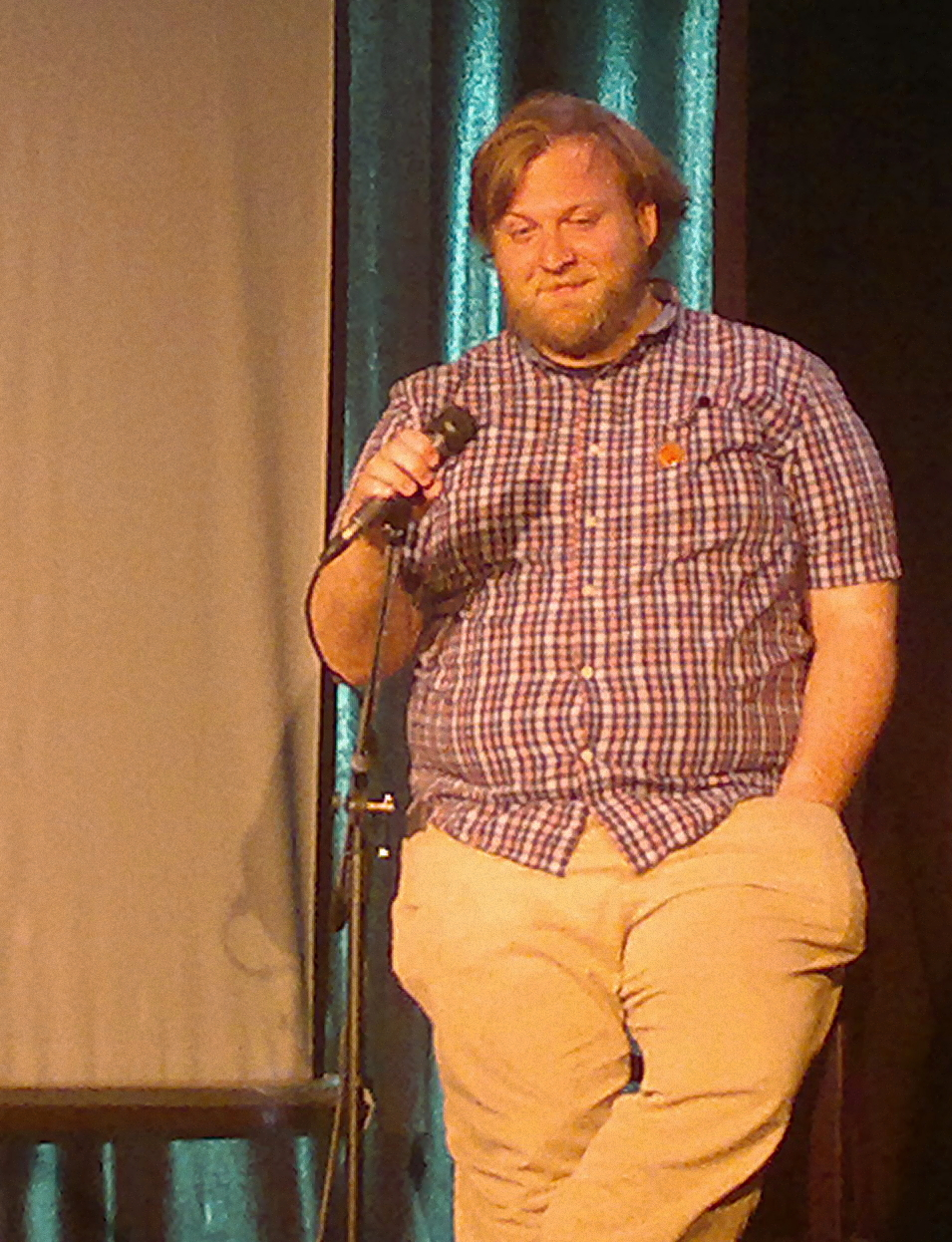
제작자 펜들턴 워드.

펜들턴 워드에 따르면 자신이 캘리포니아 인스티튜트 오브 디 아츠에 다닐 때와 《이상한 바다의 플랩잭》의 작가 및 스토리보드 아티스트로 일한 경험이 작품의 전반적인 형식에 큰 영향을 주었다고 한다. 워드는 《애니메이션 월드 네트워크》와의 인터뷰에서 미야자키 하야오의 영화 《이웃집 토토로》를 참고하여, 정해진 틀을 깨는 유머와 ‘아름다운’ 순간을 합치려고 노력했다고 밝혔다. 또한 감명을 받은 작품으로 《홈 무비스》와 《닥터 캐츠, 프로페셔널 테라피스트》를 꼽기도 하였다. 워드는 이 작품들이 “너무 과장되거나 만화스럽고 강렬하지 않으며, 편안한 일상적인 대화로 이루어져 있어 시청하는 데 무리가 없다.”라고 말하였다.
《어드벤처 타임》은 7분짜리 단편 애니메이션으로 처음 시작했다. 워드는 단편의 전체를 혼자서 만들었고, 2007년 1월 11일에 제작을 마쳤다. 이렇게 해서 만들어진 파일럿은 닉툰스에서 방영이 되었고, 2007년 2월 11일에 프레드레이터 스튜디오의 《랜덤! 카툰스》의 일부로 다시 방영되었다. 그 후 인터넷상에서 큰 화제를 모았고, 프레드레이터 스튜디오는 《어드벤처 타임》의 정식 시리즈를 만들기로 하여 이를 닉툰스 네트워크에 알렸지만 두 번이나 거절당했다. 결국 닉툰스와의 방영 협상 가능 기간이 지났고, 프레드레이터 스튜디오는 다른 채널에 방영을 협상하기로 하였다. 스튜디오는 카툰 네트워크에 이 작품을 알렸고, 사측에서는 만약 워드가 파일럿의 기본 요소를 유지할 수 있다는 것을 보여주면 시리즈 제작에 흔쾌히 참여할 것이라고 말했다. 카툰 네트워크의 최고 콘텐츠 경영자(chief content officer)인 롭 솔처(Rob Sorcher)는 당시 《어드벤처 타임》을 ‘인디 만화 같으면서도 어딘가 새로운 작품’으로 생각했으며, 이 작품에 도전해보고 싶다는 느낌에 이끌렸다고 밝혔다.

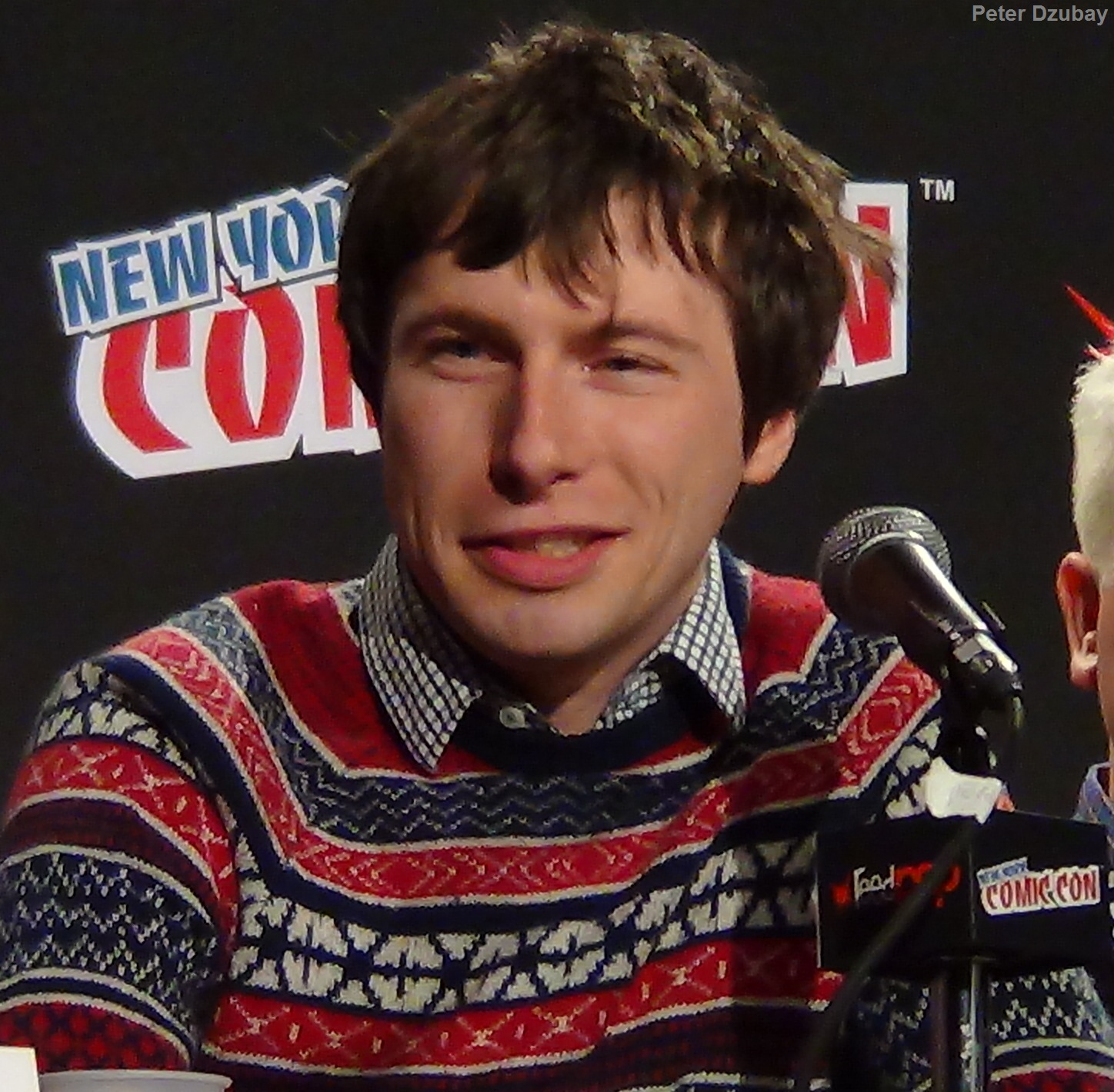
패트릭 맥헤일은 《어드벤처 타임》의 초기 두 시즌의 크리에이티브 디렉터를 맡았다.

시리즈 제작에 착수한 워드는 작품 속 세상이 자신이 갖고 있던 유아스러운 분위기를 넘어 완벽하게 실현되기를 원했다. 워드는 대학 친구인 패트릭 맥헤일(Patrick McHale)과 애덤 무토의 도움으로 핀과 버블검 공주가 함께 스파게티 식사를 하러 가는 내용의 개략적인 스토리보드를 만들어냈다. 그러나 결과물에 만족하지 못한 카툰 네트워크에서는 다른 스토리보드를 원했다. 워드와 친구들은 단편의 느낌을 따라 하고자 시도한 〈The Enchiridion〉의 스토리보드를 만들었다. 워드는 이에 대해 “시리즈를 디자인하려고 시작했을 때, 우리는 원래 단편이 갖고 있던 좋은 것들은 유지하고 개선시키려고 노력했다.”라고 회고했다. 그 결과 카툰 네트워크는 2007년 9월에 첫 번째 시즌을 방영하는 것을 수락했고, 〈The Enchiridion〉은 정식으로 제작된 첫 에피소드가 되었다.
곧 워드와 그의 제작 팀은 스토리보드와 각본 제작을 시작하였다. 그러나 카툰 네트워크에서는 작품 제작의 전반적인 방향에 대해 고민하고 있었다. 맥헤일은 (후에 결국 제작이 중단된 에피소드인) 〈Brothers in Insomnia〉의 제작 기간에는 스튜디오의 모든 방이 카툰 네트워크의 관계자들로 가득 차 있었다고 말하였다. 이내 제작 팀 내부에서도 작품의 형식에 대해 의문을 갖게 되었고, 결국 이를 해결하기 위해 카툰 네트워크는 《스폰지밥 네모바지》 제작에 참여했던 애니메이션 전문가를 투입하기로 결정하였다. 당시 들어온 인물로는 첫 번째 시즌에서 이그제큐티브 프로듀서를 맡았던 데릭 드라이먼(Derek Drymon), 시즌 1·2의 줄거리 편집자를 맡은 메리웨더 윌러엄스(Merriwether Williams), 첫 번째 시즌부터 여섯 번째 시즌까지 미술 감독을 맡은 닉 제닝스(Nick Jennings)가 있다. 또한 제작에 도움을 주기 위하여 《이상한 바다의 플랩잭》의 제작자인 서럽 밴 오먼이 두 번째 시즌까지 제작에 참여하기도 하였다. 이렇게 해서 제작된 에피소드 중 하나인 〈Prisoners of Love〉의 스토리보드는 많은 관계자의 호평을 받게 된다.
작품 제작에는 다른 이들도 많이 참여하였다. 《이상한 바다의 플랩잭》에서 스토리보드와 각본을 맡기도 한 프리랜서 삽화가인 댄 "고스트슈림프" 밴딧(Dan "Ghostshrimp" Bandit)은 작품의 선임(lead) 배경 디자이너로 참여하였다. 그는 핀과 제이크의 나무집이나 캔디 왕국, 얼음 왕국과 같은 주요 장면을 디자인했다. 선임 캐릭터 디자이너의 자리는 약 두 시즌 동안 작품에 참여하게 된 필 린다(Phil Rynda)에게 돌아갔다. 워드와 맥헤일을 포함한 주요 제작진은 처음에 린다의 참여에 대해 부정적인 생각을 갖고 있었다. 하지만 감독 래리 레이클리터는 린다가 다양한 그림체를 그려낼 수 있는 유능한 인물이라고 주장하였고, 결국 제작진을 설득시키는 데 성공한다. 린다는 ‘워드가 갖고 있는 특유의 미학’에 부합하면서도 동시에 ‘상징적이면서 어느 아이든지 쉽게 따라 그리고 동질감을 느낄 수 있는’ 등장인물을 디자인하기 시작했다. 또한 맥헤일과 함께 작품의 일관성 있는 화풍을 유지하기 위해 가이드라인을 제작하기 시작하였다. 작품 제작을 지휘할 주 제작진들의 인사를 마친 워드는 첫 번째 시즌의 스토리보드 아티스트를 구하는 데 관심을 기울였다. 특히 워드는 인터넷을 통해 ‘어리고 경험이 많지 않은’ 인물들로 팀을 구성하였다.

### 제작

#### 집필

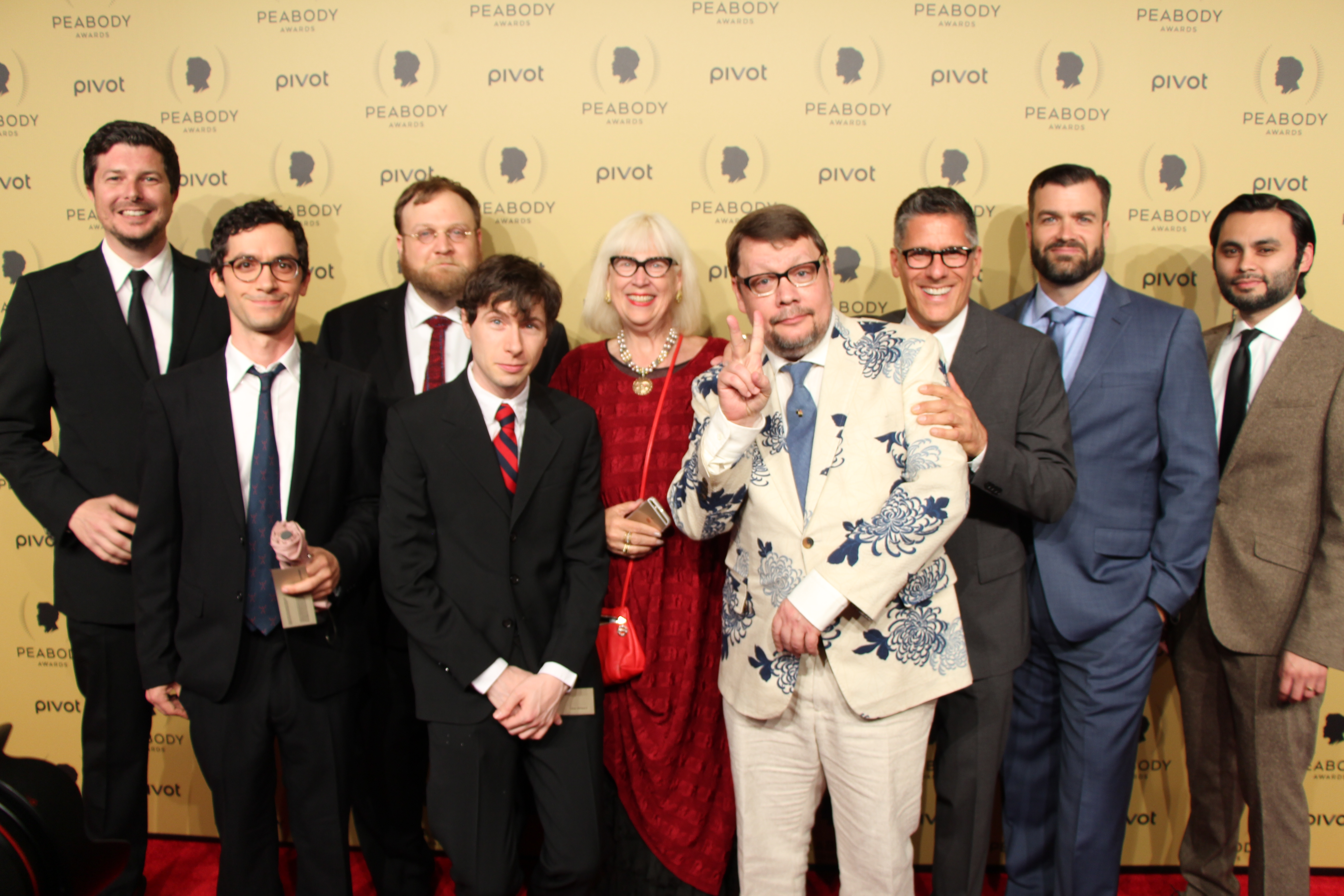
제74회 피버디상에서의 《어드벤처 타임》 제작진.

펜들턴 워드는 《어드벤처 타임》이 ‘다크 코미디’와 같다고 하면서, “다크 코미디는 내가 가장 좋아하는 장르이다. 그 이유는 행복과 공포를 동시에 느낄 수 있기 때문이다. 가슴이 조마조마하는 동시에 행복을 느끼는 것, 그러한 모순적인 감정을 느끼는 것이 좋다. 그리고 내 생각에는 우리 작품 안에 그러한 요소가 많이 들어있는 것 같다.”라고 언급했다. 이그제큐티브 프로듀서인 프레드 세이버트는 작품의 스타일을 《고양이 펠릭스》와 맥스 플라이셔의 작품들에 비유하였고, 또한 작중의 세계가 여러 비디오 게임의 영향도 받았다고 말했다. 워드는 작품에 대한 영감의 대부분을 제작진 다수가 좋아하는 판타지 테이블 롤플레잉 게임인 《던전 앤 드래곤》에서 얻었다고 여러 차례 언급했다. 그는 작중의 세계가 ‘만화적인 슬랩스틱’ 대신 일정한 물리적인 타당성을 갖도록 의도했다. 그로 인해 이야기 속에 마법이 존재는 하지만, 작가들은 등장인물이 작중의 세계와 상호 작용이 가능하도록 내적인 일관성을 만들려고 노력한다고 말했다. 미국에서 《어드벤처 타임》은 TV-PG 등급을 받았다. 이에 대해 워드는 자신이 해당 등급을 받는 것을 전혀 원하지 않았다고 했으며, “시청 등급에 대해서는 생각해 본 적이 없다. 우리는 상스러운 것을 좋아하지 않는다. 귀엽거나 멋진 것들이 좋다.”라고 말했다.
《디 A.V. 클럽》과의 인터뷰에서 워드는 이야기가 만들어지는 과정이 작가들이 지난주에 무얼 했는지에 대해 이야기하는 것에서부터 시작한다고 말했다. “만약 도중에 막히는 경우가 생기면 우리는 거의 쓸모없는 이야기들을 되는대로 지껄이기 시작한다. 그러면 누군가는 우리 대화를 듣고 최악이라고 생각할지도 모르지만, 이러한 것들을 통해 작가들은 좋은 생각을 떠오르게 되고 일을 제대로 시작할 수 있게 된다.”라고 말했다. 《어드벤처 타임》이 방영되기 이전에는 많은 작가가 《던전 앤 드래곤》에 빠져 살았지만, 방영이 시작된 후 바쁜 제작 과정 때문에 게임을 할 시간이 줄어들었다. 워드는 이로 인해 작품 속에 ‘《던전 앤 드래곤》을 플레이하고 싶은 마음이 담기게’ 되었다고 언급했다. 가끔씩은 작가들이 함께 모여 여러 놀이를 즐기기도 한다. 가령 한 작가가 종이 위에 어떤 이야기를 시작한 후, 다른 작가에게 종이를 넘기면 그 사람은 이야기를 어떻게든 끝내야 하는 놀이인 우아한 시체가 있다. 워드는 “그 이야기는 대개 형편없다.”라고 말했다. 그러나 전 스토리보드 아티스트이자 현 크리에이티브 디렉터인 콜 산체스는 작가 혼자만의 생각뿐만이 아니라, 이런 놀이를 하며 나온 아이디어를 확장하면서 에피소드가 만들어지기도 한다고 밝혔다.

《어드벤처 타임》은 스토리보드를 이용하여 만들어지는데, 스토리보드 틀(사진)을 이용하여 대화와 장면을 함께 나타낸다.

작가들이 이야기를 정하고 나면 에피소드의 주요 아이디어들은 두세 쪽의 밑그림으로 만들어진다. 그 후 스토리보드 아티스트가 이를 넘겨받는다. 일반적으로 애니메이션 제작에 있어서 제작진들은 방송국 관계자들의 영향을 많이 받지만, 카툰 네트워크는 《어드벤처 타임》 카툰 네트워크는 《어드벤처 타임》 제작진들이 ‘자체적으로 유기적인 팀을 세우는 것’을 허용하고, 스토리보드와 애니매틱스를 통해 서로 소통하기로 했다. 카툰 네트워크의 롭 솔처는 기존에는 없었던 새로운 방식을 도입한 이유로, 자신들이 주로 ‘시각적인’ 성격이 강한 사람들을 대하고 있다는 점과 작가와 애니메이터들이 직접 어떠한 일을 함으로써 배우고 성장할 수 있다는 사실을 들었다. 일반적으로 한 에피소드 당 두 명의 스토리보드 아티스트가 다른 이들과는 별개로 작업을 진행한다. 프리랜서 작가 데이비드 펄머터(David Perlmutter)에 따르면 이는 작업의 지루함을 없애주고, 에피소드 간에 서로 비슷한 내용이나 분위기가 나오는 것을 방지하기 위해서이다. 제작에 참여한 작가나 스토리보드 아티스트 대부분이 인디 만화에 참여한 경험이 있다. 워드는 그런 제작진들을 작품 속에 더욱더 기괴하고 정신적인 부분을 끼워 넣는 ‘똑똑하고 재주가 뛰어난 사람들’이라고 표현했다. 스토리보드 아티스트들은 약 일주일 동안 스토리보드의 윤곽을 세운 뒤 행동이나 대사, 농담들을 세세히 완성해 나간다. 작품의 쇼러너와 크리에이티브 디렉터들은 이후 스토리보드를 검토한 뒤 메모를 남긴다. 이후 아티스트들은 해당 사항을 반영한 뒤 스토리보드를 다듬는다. 스토리보드 작성 및 수정은 최대 한 달 가량이 소요된다.

#### 애니메이션
스토리보드 작업이 끝나면 에피소드의 더빙이 이루어지며, 방영 시간인 11분을 맞추기 위해 애니메틱스를 서로 연결하는 작업이 진행된다. 그 후 세세한 물체나 등장인물, 배경을 담당하는 디자이너들은 디자인을 만든 뒤 정리한다. 이런 과정을 거치면 그 때부터 본격적인 애니메이션 제작이 시작된다. 에피소드의 디자인 및 채색, 애니메이션 제작 다 캘리포니아주의 버뱅크 스튜디오에서 이루어진다. 에피소드 한 편의 애니메이션을 만드는 데는 7일 정도가 걸린다. 이 기간 동안 그림의 오류 수정이나 음악 작곡, 음향 효과 제작이 끝난다. 애니메이션이 완성되고 나면 실수 혹은 ‘의도치 않은 뭔가’가 없는지 검토를 한다. 이런 문제들이 해결되면 한 편의 에피소드가 완성이 된다. 모든 에피소드가 최종적으로 완성되는 데 14일 정도가 걸리며, 제작진들은 여러 에피소드를 동시에 함께 제작하게 된다. 그리고 대부분의 사전 제작은 어도비 포토샵을 이용하여 만들어진다. 제작진들은 종이에 그림을 직접 그리고 난 뒤 이를 컴퓨터를 이용하여 합성 및 채색을 완료한다.
일부 에피소드에서는 게스트 애니메이터가 제작에 참여한다. 두 번째 시즌의 〈Guardians of Sunshine〉에서는 비모 몸 속의 게임 장면에서 커 장(Ke Jiang)의 3D 애니메이션이 사용되었다. 다섯 번째 시즌의 〈A Glitch is a Glitch〉는 아일랜드의 영화 제작자인 데이비드 오라일리(David OReilly)가 3D 애니메이션을 이용하여 제작했다. 애니메이터 제임스 벡스터(James Baxter)는 다섯 번째 시즌 〈James Baxter The Horse〉와 여덟 번째 시즌 〈Horse & Ball〉 제작에 참여했다. 여섯 번째 시즌의 〈Food Chain〉은 일본의 유아사 마사아키가 자신의 에피소드 스튜디오에서 에피소드 전체를 제작하였다. 같은 시즌의 〈Water Park Prank〉에서는 데이비드 퍼거슨(David Ferguson)의 플래시 애니메이션이 사용되었다. 일곱 번째 시즌에서는 커스틴 레포어가 제작한 스톱모션 에피소드인 〈Bad Jubies〉가 방영되었다. 같은 시즌 〈Beyond the Grotto〉에서는 웹 애니메이션 《배맨 파이더맨》(Baman Piderman)으로 유명한 알렉스 부테라(Alex Butera)와 린지 스몰(Lindsay Small)이 제작에 참여하였다.

### 출연진
작품에 참여한 성우에는 핀 역의 제러미 셰이다, 제이크 역의 존 디마지오, 얼음대왕 역의 톰 케니, 버블검 공주 역의 힌든 월치, 마르셀린 역의 올리비아 올슨 등이 있다. 제작자 워드는 직접 여러 등장인물을 맡았는데, 대표적으로 울룩불룩 공주가 있다. 전 스토리보드 아티스트인 니키 양은 핀과 제이크의 비디오 게임기인 비모와 제이크의 여자 친구 무지개콘 역할을 맡았다. 워드의 어머니 베티 워드(Bettie Ward)의 친구인 폴리 루 리빙스턴(Polly Lou Livingston)은 코가손 역할을 맡았다.
성우들은 서로 간에 자연스러운 녹음을 하기 위해 한자리에 함께 모여 더빙을 한다. 힌든 월치는 이러한 녹음 형태에 대해 “실제 작품 속에서 연극을 하기 위해 대본을 낭독하는 것 같다.”라고 말했다. 또한 주요 등장인물 외 조연으로 잠시 나오는 등장인물들의 경우 게스트 성우가 자주 참여한다. 제작진들은 《어드벤처 타임》에 관심 있는 사람들을 캐스팅하기도 한다. 예를 들어 애덤 무토와 켄트 오즈번은 《스타 트렉: 더 넥스트 제너레이션》이나 《오피스》의 출연진들의 섭외를 시도한 적이 있었다고 밝혔다.

### 설정
작품의 배경은 가상의 대륙인 우 랜드(Land of Ooo)이며, 시기상으로는 핵무기 대학살로 추정되는 버섯 전쟁(Great Mushroom War)이 끝나고 천 년 가량이 지난 종말 이후의 세상이다. 워드는 구체적으로 ‘폭탄이 떨어진 후 마법이 세계에 되돌아온 시기’라고 설명했다. 작품이 완전히 만들어지기 전에, 우 랜드에 대한 워드의 의도는 단지 ‘신비하게’(magical) 되는 것이었다. 호수에서 사람들이 갇혀있는 빙하가 떠오른 이야기를 담은 〈Business Time〉이 방영된 이후부터 《어드벤처 타임》은 본격적으로 종말물이 되었고, 펜들턴 워드는 제작진들에게 “이런 식으로 가자”(just ran with it)라고 말했다. 후에 그는 작품의 무대를 “캔디 랜드는 지상에 있고, 어둠은 그 지하에 있다.”라고 묘사했다. 워드는 사실 버섯 전쟁이나 종말 후의 세계와 같은 설정이 작품 내에서 그렇게 큰 영역을 차지하도록 일부러 의도한 것은 아니라고 말했다. 덧붙여서 영화 《매드 맥스》에서 관련된 영감을 받았다고 밝혔다. 케니는 그런 요소를 줄거리로 바꾸는 것이 “설문지의 빈칸을 메우는 것과 같다.”라고 했으며, 디마지오는 “처음부터 우 랜드는 (그러한 설정으로 인해) 문제가 많았고, 잘못 다룬다면 순식간에 망칠 수도 있다.”라고 말했다.
또한 《어드벤처 타임》에는 여러 에피소드에서 중요하게 여겨지는 이야기인 카논이 존재한다. 이런 이야기는 크게는 버섯 전쟁부터 시작하여, 주된 악당인 리치와 다른 등장인물들인 얼음대왕, 마르셀린, 버블검 공주의 과거 등이 있다. 2011년, 워드는 버섯 전쟁에 대한 자세한 내용을 밝힐 생각이 없냐는 질문에 “그 이야기는 상당히 말할 가치가 있다.”라고 말했지만, 아직은 밝히지 않을 예정이라고 했다.

### 오프닝과 음악
워드가 처음 오프닝을 제작할 당시 초고는 핀과 제이크가 온갖 종류의 괴물들을 무찌르고 이리저리 뛰어다니며 마지막에는 핵폭탄이 터지는 장면으로 끝났다. 워드는 스스로 ‘정말로 유치한’ 오프닝이었다고 언급했지만, 작품의 별난 모험이라는 주제를 표현하기 위해 그런 장면을 넣었다고 밝혔다. 이 초고를 카툰 네트워크에 보냈지만 거절당했고, 방송국에서는 《더 브래디 번치》의 오프닝과 같이 좀 더 사실적인 장면을 원했다. 워드는 《심슨 가족》과 《피위의 플레이하우스》에서 영감을 받아 점점 커지는 음악과 함께 우 랜드 전체를 빠르게 둘러보는 형식의 새로운 오프닝을 생각해냈다. 여러 등장인물의 모습을 빠르게 보여준 다음에는 주제가와 함께 핀과 제이크가 모험을 떠나는 장면이 나온다. 그 후 노래에 맞춰 단색 배경 위에 ‘개 제이크’(Jake the Dog) 와 ‘인간 핀’(Finn the Human)이라는 글자가 등장인물 머리 옆에 뜨는 장면이 나오는데, 워드는 영화 《슈퍼배드》의 한 장면에서 그 구성을 따왔다고 말했다. 오프닝은 첫 방송 바로 직전에 제작이 완료되었다.
작품의 주제가는 워드가 직접 우쿨렐레를 연주하여 만들었다. 주제가는 파일럿에서 처음 등장했는데, 당시에는 어쿠스틱 기타를 사용했다. 워드는 새로 바꾼 우쿨렐레의 높은 음역대에 맞추기 위해 노래 역시 그에 맞춰 파일럿보다 높게 불렀다. 원래 이 노래는 템프 트랙이었다. 워드는 “나는 오프닝에 쓰일 가사를 내 화실에서 아주 작고 형편없는 마이크로 녹음했고, 그 결과를 방송사에 보냈다. 후에 재녹음을 하려고 해보았으나, 이상하게도 맨 처음 임시로 부른 것을 빼고는 아무것도 마음에 들지 않았다.”라고 말했다. 이러한 이유로 주제가를 자세히 들어보면 미세한 소음이 섞여있다는 사실을 알 수 있다. 예를 들어 제이크가 얼음 왕국에서 걸어가는 장면에서는 데릭 드라이먼이 타자를 치는 소리가 들린다. 워드는 작품의 작곡가인 케이시 제임스 베이시커스(Casey James Basichis)에 대해 “그는 아파트 안에 자신이 만든 해적선에서 살고 있다. 덕분에 마룻바닥을 밟는 소리나 기타 다른 이상한 소리들을 많이 들을 수 있을 것이다.”라고 말하며 그 이유를 설명했다. 작품 제작이 진행되면서 베이시커스의 친구인 팀 키퍼(Tim Kiefer)가 추가 작곡가로 참여하게 되었다. 둘은 현재 함께 작품에서 음악을 담당하고 있다.
에피소드의 주제에 맞게 기존과는 다른 오프닝이 쓰인 경우도 있었다. 모든 등장인물의 성별이 바뀐 〈Fionna and Cake〉, 〈Bad Little Boy〉, 〈The Prince Who Wanted Everything〉에서는 오프닝 또한 등장인물의 성별이 뒤바뀐 모습으로 나왔다. 노래는 전 스토리보드 수정가인 나타샤 알레그리(Natasha Allegri)가 새로 불렀다. 외주 제작 에피소드인 〈A Glitch Is a Glitch〉와 〈Food Chain〉에서도 다른 오프닝이 나왔다. 특별 미니시리즈 〈Stakes〉에서는 마르셀린을 중심으로 한 오프닝을 선보였으며, 올리비아 올슨이 노래를 불렀다. 다른 미니시리즈 〈Islands〉에서는 핀과 제이크, 수잔 스트롱, 비모를 중심으로 바다를 항해하는 모습의 오프닝이 사용되었다. 주제가는 핀의 성우인 제러미 셰이다가 불렀다.
《어드벤처 타임》에는 세이더, 케니, 올슨 등의 성우들이 직접 부른 노래가 자주 등장한다. 극중 등장인물들은 노래를 통해 자신의 감정을 표현하는 경우가 있는데, 대표적으로 마르셀린의 〈I'm Just Your Problem〉이나 핀의 〈All Gummed Up Inside〉 등이 있다. 배경 음악을 맡는 배이시커스와 키퍼가 작곡한 곡 외에도 스토리보드 작가가 제작한 노래도 있다. 예를 들어 〈Fry Song〉은 리베카 슈거가 만들었다. 이 곡은 슈거가 처음으로 제작한 에피소드인 〈It Came from the Nightosphere〉에 삽입되었다. 프레드레이터 스튜디오는 〈Fry Song〉의 데모 및 전체 버전을 공개하기도 했다.

## 방영

### 에피소드
《어드벤처 타임》의 에피소드는 11분의 길이로 구성된다. 가끔씩 22분 분량의 프로그램 슬롯을 맞추기 위해 에피소드 두 편을 방영하기도 한다. 2016년 9월 29일 보도에 따르면 《어드벤처 타임》은 10번째 시즌으로 종영이 확정되었으며, 이후 2017년 11월 11일 방영된 마지막 에피소드 〈Come Along with Me〉를 끝으로 종영하였다.
종영 1년 후인 2018년 11월 11일, 카툰 네트워크는 첫 번째 스핀오프인 《어드벤처 타임: 머나먼 땅》이 HBO 맥스를 통해 공개된다고 발표하였다. 해당 특별판은 2020년부터 2021년에 걸쳐 공개되었다. 2021년 8월 17일에는 두 번째 스핀오프인 《어드벤처 타임: 피오나 앤 케이크》 제작이 시작되었다는 사실이 밝혀졌다.
| 시즌 | 시즌   | 회수   | 방송 날짜        | 방송 날짜        |
| 시즌 | 시즌   | 회수   | 시즌 시작        | 시즌 종료        |
| ---- | ------ | ------ | ---------------- | ---------------- |
|      | 파일럿 | 파일럿 | 2007년 1월 11일  | 2007년 1월 11일  |
|      | 1      | 26     | 2010년 4월 5일   | 2010년 9월 27일  |
|      | 2      | 26     | 2010년 10월 11일 | 2011년 5월 9일   |
|      | 3      | 26     | 2011년 7월 11일  | 2012년 2월 13일  |
|      | 4      | 26     | 2012년 4월 2일   | 2012년 10월 22일 |
|      | 5      | 52     | 2012년 11월 12일 | 2014년 3월 17일  |
|      | 6      | 43     | 2014년 4월 21일  | 2015년 6월 5일   |
|      | 7      | 26     | 2015년 11월 2일  | 2016년 3월 19일  |
|      | 8      | 27     | 2016년 3월 26일  | 2017년 2월 2일   |
|      | 9      | 14     | 2017년 4월 21일  | 2017년 7월 21일  |
|      | 10     | 16     | 2017년 9월 17일  | 2018년 9월 3일   |
|      | 단편   | 단편   | 2012년 7월 10일  | 2016년 9월 2일   |
|      | 특별   | 특별   | 2018년 7월 20일  | 2018년 7월 20일  |

### 시청자 수
《어드벤처 타임》은 방영 이후 성공적이었다는 평가를 받았다. 2013년 3월에는 평균 시청자 수가 2,000,000~3,000,000명대인 것으로 보고되었다. AGB 닐슨의 2012년 조사에 따르면 《어드벤처 타임》은 동일 시간대 2~14세 남자 시청률 1위를 기록하였다. 2007년 11월 11일 방영된 첫 에피소드는 7,241,113명의 시청자 수를 기록했다. 카툰 네트워크가 발표된 자료에 의하면 동일한 시간대의 1년 전 방영 프로그램보다 세자릿 수 가량의 퍼센트 증가를 보였다. 구체적으로 예를 들면 2~11세의 어린이 2,001,000명이 시청하여 작년에 비해 180%의 상승을 기록했다. 9~14세의 어린이 연령에서는 작년에 비해 360%의 상승을 기록한 3,837,000명이 시청했다. 이후 방영이 계속되면서 시청자 수는 점점 하락하여 여섯 번째 시즌 첫 방영에서는 3,321,000명을 기록했다. 그러나 여섯 번째 시즌 동안 시청자 수가 지속적으로 하락하여 일곱 번째 시즌의 첫 방송에서는 1,007,000명을 기록하는 데 그쳤고, 여덟 번째 시즌 첫 방송에서는 880,000명으로 급감하였다.

## 반응

### 평가
“《어드벤처 타임》은 내가 다시 어린아이였으면 좋겠다는 생각이 들도록 한다. 그럴 수 있다면 지금 《어드벤처 타임》을 보고 있는 아이들과 같이 멋지게 자라날 수 있기 때문이다.” 
《어드벤처 타임》은 비평가들로부터 긍정적인 반응을 얻었으며, 다양한 연령대로부터 팬덤을 형성하는 데도 성공했다. 《디 A.V. 클럽》의 노엘 머레이(Noel Murray)는 이러한 팬덤을 ‘우스꽝스러운 유머와 창의적인 이야기, 다양한 등장인물에 끌리는 사람들’이라고 불렀다. 텔레비전 평론가인 로버트 로이드(Robert Lloyd)는 《로스앤젤레스 타임스》의 글에서 다음과 같이 말했다. “《어드벤처 타임》은 카툰 네트워크에서 현재 방영 중인 《냠냠 차우더》와 《이상한 바다의 플랩잭》과 같은 인상을 주었다. 매 에피소드가 이상하고 약간 불안한 사람들로 가득한 기이한 세상에서 펼쳐진다. 그 중심에는 어린 남자아이나 사람을 닮은 것들이 있는데, 특이하고 믿음직스럽지는 않은 조력자의 도움으로 살아간다.” 이어서 말하기를 “우리가 잘 알듯이 분위기가 더욱 어둡고, 이상하며 세상과 단절되어 있지만, 카툰 네트워크의 이전 애니메이션인 《상상 속 친구들의 모험》과 다르지 않다.”라고 했다.
《슬레이트》의 마이크 르슈발리에(Mike LeChevallier)는 세 번째, 네 번째 시즌에 대해 별 다섯 개 중 네 개를 주었다. 세 번째 시즌의 리뷰에서는 “이야기 전개나 삽화, 음악, 목소리 연기 그리고 다채로운 놀라움을 11분 안에 실현시켰다는 점에서 비교적 큰 점수를 주었다.”라고 말했다. 또한 “이목을 끄는 데 있어서 어려움이 전혀 없는 것 같이 보인다.”라고 했으며, “짧은 길이가 여전히 아쉬움을 남긴다.”라고 덧붙였다. 네 번째 시즌의 리뷰에서는 《어드벤처 타임》이 작품 속 주인공과 더불어 성장하고 있으며, “작품의 이야기는 현재 방영중인 애니메이션 중 최고이다.”라고 평했다. 《디 A.V. 클럽》의 잭 핸들런(Zack Handlen)은 “복잡성(즉 기이함)과 전통적인 바보짓 그 둘을 모두 만족시키면서 어린이와 성인 그 사이의 중첩 지대를 완벽하게 소화해 냈다.”라고 하였다. 덧붙여 “12살 된 아이들에게 만화를 만들어 달라고 한다면 《어드벤처 타임》과 같은 결과가 나올 것이다. 마치 그 자신들이 엄청난 재능을 갖고 있거나 몇몇은 스탠 리나 잭 커비, 마르크스 형제가 된 것처럼 말이다.”라고 언급했다.
《덴 오브 긱》(Den of Geek)의 로버트 맥러플린(Robert Mclaughlin)은 《어드벤처 타임》은 “오랜 기간 동안 순수한 상상력을 담아낸 최초의 만화이다.”라고 말했다. 또한, “대중문화에 의존하지 않는 모습과 대략적인 전망이 밝고 재미있다.”라고 칭찬했다. 《인디와이어》(IndieWire)의 에릭 콘(Eric Kohn)은 작품이 현시대에 있어 “(만화라는) 매체의 진보를 나타낸다.”라고 말했다. 또한 단지 ‘무작위하고, 사랑스럽고, 감정이 넘쳐흐르는’ 면을 다룰 뿐만 아니라, ‘매우 슬픈 함의(含意)’를 품고 있다는 점에서 좋다고 밝혔다. 《엔터테인먼트 위클리》는 ‘최고의 애니메이션 시리즈 25’에서 《어드벤처 타임》을 20위에 올렸다. 평론가 대런 프래니치(Darren Franich)는 ‘A’ 등급을 주면서 “SF·판타지·호러·뮤지컬·동화를 모두 섞은 것 같으며, 이는 《캘빈과 홉스》, 《파이널 판타지》, 《괴물들이 사는 나라》나 미야자키 하야오와 리처드 링클레이터의 작품을 떠올리게 만든다.”라고 말했다. 또한 작품의 성숙성과 더불어 ‘꾸준한 창의성’이 드러나는 줄거리와 ‘생생한 배경’을 칭찬하였다. 프리랜서 작가 데이비드 펄머터는 자신의 저서에서 《어드벤처 타임》을 “고급 유머와 저급 유머의 복잡한 혼합물”이라고 칭했다. 목소리 연기에 대해서도 “다른 작품들과는 달리 서두르는 느낌이 전혀 없다.”라고 말했고, 작품이 원작의 내용을 뛰어넘었다는 점에 대해서도 긍정적으로 서술했다. 한편 《어드벤처 타임》이 고급과 저급 유머 사이를 왔다 갔다 하는 것이 카툰 네트워크가 “어떤 방향을 추구해야 할지 확신하지 못한다는 사실”을 보여준다고 주장했다. 그는 “《어드벤처 타임》의 일부 에피소드들은 잘 만들어진 반면, 나머지들은 단지 혼란스럽기만 하다.”라고 말했다.

### 산업에 끼친 영향
《슬레이트》의 하이디 맥도널드(Heidi MacDonald)는 《어드벤처 타임》에서 인디 만화가들을 고용한 것이 ‘애니메이션 골드 러시’ 현상을 만들어냈다고 말했다. 이 현상은 다른 주요 스튜디오에서 기존과는 다르게 많은 경력이 없는 사람들을 많이 찾게 된 것을 가리키는 표현이다. 그는 《어드벤처 타임》이 현재 만화계의 시류에 영향을 끼쳤다고 평했으며, “한때 많은 만화가가 대니얼 클로스나 크리스 웨어와 같이 지나치게 남성적이거나 인간혐오적인 경향을 보였다면, 지금은 다채로운 등장인물을 가진 판타지와 말하는 동물에 중점을 둔 세계관을 만들고 있다. 현재 막 떠오르고 있는 아티스트들이 《어드벤처 타임》의 미적 요소를 차용하는 것은 더 이상 놀랄 일이 아니다.”라고 말했다.

### 팬덤

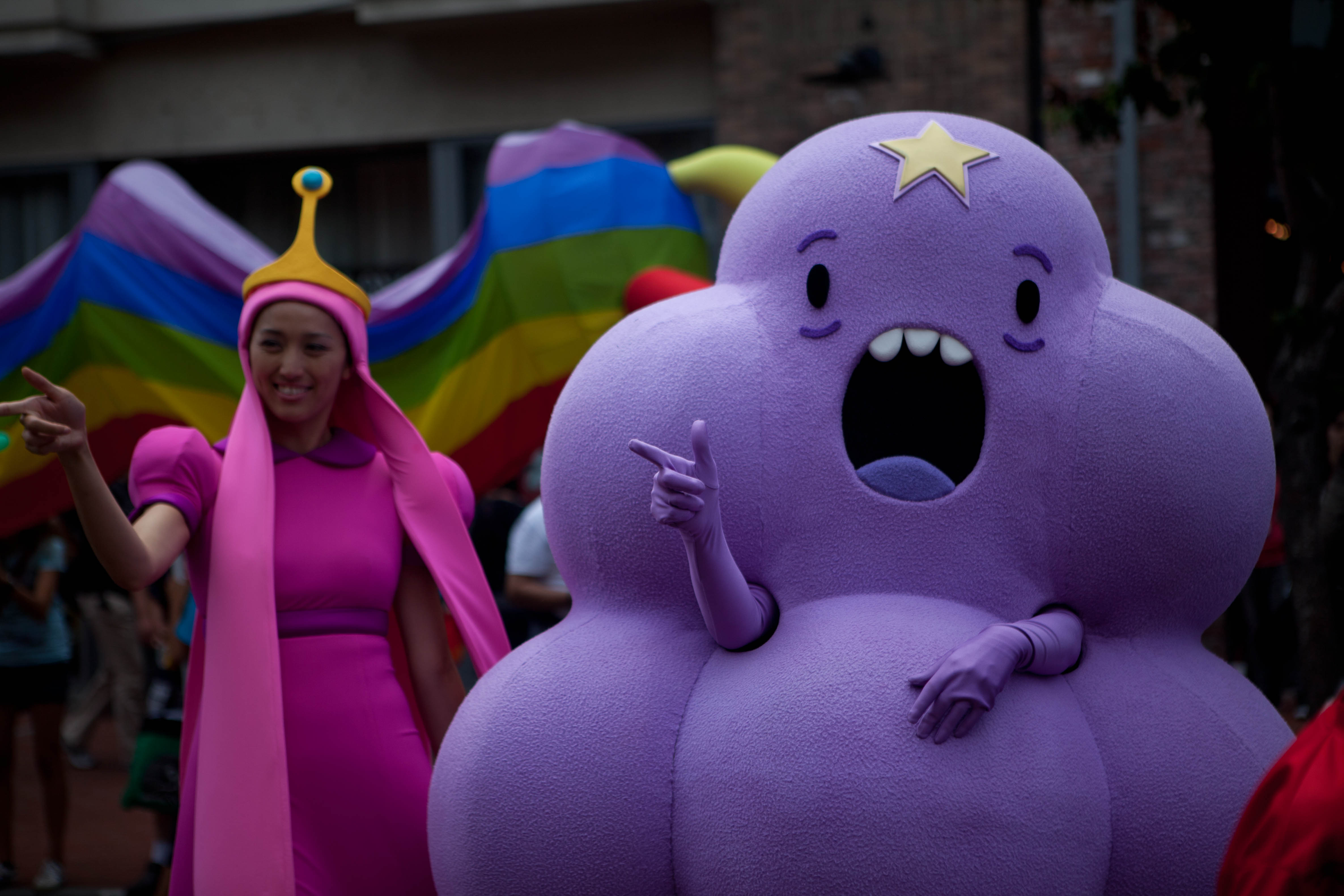
버블검 공주(왼쪽)과 울룩불룩 공주(오른쪽)로 코스프레한 팬들의 모습.

방영 이래로 《어드벤처 타임》은 꾸준히 팬덤을 형성하고 있다. 청소년과 성인 연령대를 위주로 ‘열성 팬’을 모으는 데 성공한 것으로 평가되며, 《인디 와이어》(Indiewire)의 에릭 콘(Eric Kohn)은 “근래 10년 이내 가장 큰 팬덤 현상 중 하나로 생각된다.”라고 하였다. 《어드벤처 타임》은 특히 샌디에이고 코믹콘 인터내셔널과 같은 팬 행사에서 유명하다. 리포터 에마 리 모스는 “에피소드 상영과 성우들과의 인터뷰 그리고 코스프레 등이 준비된 것으로 보아 올해(2014년) 코믹콘의 일정은 《어드벤처 타임》의 성공을 반영하는 것 같다.”라고 언급했다.
또한 코스플레이어와 행위 예술가에게도 큰 인기를 끌고 있다. 모스는 코믹콘 현장에서 수많은 사람이 《어드벤처 타임》의 코스튬을 입고 등장인물들을 따라 하고 있었다고 말했다. 올리비아 올슨은 한 인터뷰에서 “정말 말 그대로, 어디를 가든 적어도 두 명 이상의 사람이 핀 복장을 한 것을 볼 수 있을 겁니다. 정말 열광적이죠.”라고 말했다.

### 수상 내역

#### 텔레비전
| 연도 | 상                              | 수상 부문                                                                         | 후보                                             | 결과 |
| ---- | ------------------------------- | --------------------------------------------------------------------------------- | ------------------------------------------------ | ---- |
| 2007 | 애니상                          | Best Animated Short Subject                                                       | 〈어드벤처 타임〉 단편                           | 후보 |
| 2007 | 프라임타임 에미상               | Outstanding Short-Format Animated Program                                         | 〈My Two Favorite People〉                       | 후보 |
| 2008 | 애니상                          | Best Animated Television Production for Children                                  | 《어드벤처 타임》                                | 후보 |
| 2008 | 영국 아카데미 어린이상          | International                                                                     | 《어드벤처 타임》                                | 후보 |
| 2008 | 프라임타임 에미상               | Outstanding Short-Format Animated Program                                         | 〈It Came from the Nightosphere〉                | 후보 |
| 2009 | 애니상                          | Best Animated Special Production                                                  | 〈Thank You〉                                    | 후보 |
| 2009 | 애니상                          | Best Storyboarding in a Television Production                                     | 리베카 슈거                                      | 후보 |
| 2009 | 크리틱스 초이스 텔레비전상      | Best Animated Series                                                              | 《어드벤처 타임》                                | 후보 |
| 2009 | 프라임타임 에미상               | Outstanding Short-Format Animated Program                                         | 〈Too Young〉                                    | 후보 |
| 2009 | 키즈 초이스 어워드 멕시코       | Favorite Cartoon                                                                  | 《어드벤처 타임》                                | 후보 |
| 2009 | 키즈 초이스 어워드 아르헨티나   | Favorite Cartoon                                                                  | 《어드벤처 타임》                                | 후보 |
| 2010 | 애니상                          | Best Animated Television Production For Children                                  | 〈Princess Cookie〉                              | 후보 |
| 2010 | 애니상                          | Design in an Animated Television/Broadcast Production                             | 〈The Hard Easy〉                                | 후보 |
| 2010 | 애니상                          | Storyboarding in an Animated Television/Broadcast Production                      | 〈Goliad〉                                       | 후보 |
| 2010 | 애니상                          | Storyboarding in an Animated Television/Broadcast Production                      | 〈Lady & Peebles〉                               | 후보 |
| 2010 | 선댄스 영화제                   | Animated Short Film                                                               | 〈Thank You〉                                    | 후보 |
| 2010 | 골든 릴 어워드                  | Sound Effects, Foley, Dialogue, and ADR Animation In Television                   | 〈Card Wars〉                                    | 수상 |
| 2010 | 안시 국제 애니메이션 영화제     | TV Series                                                                         | 〈Princess Cookie〉                              | 후보 |
| 2010 | 크리틱스 초이스 텔레비전상      | Best Animated Series                                                              | 《어드벤처 타임》                                | 후보 |
| 2010 | TCA상                           | Outstanding Achievement in Youth Programming                                      | 《어드벤처 타임》                                | 후보 |
| 2010 | 틴 초이스 어워드                | Choice Animated Series                                                            | 《어드벤처 타임》                                | 후보 |
| 2010 | 프라임타임 에미상               | Outstanding Individual Achievement In Animation                                   | 〈Puhoy〉의 앤디 리스타이노                      | 수상 |
| 2010 | 프라임타임 에미상               | Outstanding Short-Format Animated Program                                         | 〈Simon & Marcy〉                                | 후보 |
| 2010 | 영국 아카데미 어린이상          | International                                                                     | 《어드벤처 타임》                                | 수상 |
| 2014 | 애니상                          | Best Animated TV/Broadcast Production For Children's Audience                     | 《어드벤처 타임》                                | 수상 |
| 2014 | 애니상                          | Outstanding Achievement, Production Design in an Animated TV/Broadcast Production | 닉 제닝스 외                                     | 후보 |
| 2014 | 애니상                          | Outstanding Achievement, Voice Acting in an Animated TV/Broadcast Production      | 톰 케니                                          | 수상 |
| 2014 | 애니상                          | Outstanding Achievement, Editorial in an Animated TV/Broadcast Production         | 폴 더글러스(Paul Douglas)                        | 후보 |
| 2014 | 홀 오브 게임 어워즈             | Most Valuable Cartoon                                                             | 《어드벤처 타임》                                | 수상 |
| 2014 | 홀 오브 게임 어워즈             | Best Cartoon Boogie                                                               | 핀 더 휴먼                                       | 후보 |
| 2014 | 니켈로디언 키즈 초이스 어워드   | Favorite Cartoon                                                                  | 《어드벤처 타임》                                | 후보 |
| 2014 | 크리틱스 초이스 텔레비전상      | Best Animated Series                                                              | 《어드벤처 타임》                                | 후보 |
| 2014 | 프라임타임 에미상               | Outstanding Individual Achievement In Animation                                   | 〈Wizards Only, Fools〉의 닉 제닝스              | 수상 |
| 2014 | 프라임타임 에미상               | Outstanding Short-Format Animated Program                                         | 〈Be More〉                                      | 후보 |
| 2014 | 틴 초이스 어워드                | Choice Animated Series                                                            | 《어드벤처 타임》                                | 후보 |
| 2014 | TCA상                           | Outstanding Achievement in Youth Programming                                      | 《어드벤처 타임》                                | 후보 |
| 2014 | 키즈 초이스 어워드 콜롬비아     | Favorite Animated Series                                                          | 《어드벤처 타임》                                | 후보 |
| 2014 | 키즈 초이스 어워드 멕시코       | Favorite Animated Series                                                          | 《어드벤처 타임》                                | 후보 |
| 2014 | 영국 아카데미 어린이상          | International                                                                     | 《어드벤처 타임》                                | 수상 |
| 2015 | 애니상                          | Outstanding Achievement, Directing in an Animated TV/Broadcast Production         | 유아사 마사아키, 최은영                          | 후보 |
| 2015 | 애니상                          | Best Animated TV/Broadcast Production For Children's Audience                     | 《어드벤처 타임》                                | 후보 |
| 2015 | 픽셀상                          | Best Television Website                                                           | 《Finn and Jake's Big Adventure》                | 수상 |
| 2015 | 키즈 초이스 어워드              | Favorite Cartoon                                                                  | 《어드벤처 타임》                                | 후보 |
| 2015 | 틴 초이스 어워드                | Choice Animated Series                                                            | 《어드벤처 타임》                                | 후보 |
| 2015 | 피버디상                        | Children's Programming                                                            | 《어드벤처 타임》                                | 수상 |
| 2015 | 케랑! 어워드                    | Best TV Show                                                                      | 《어드벤처 타임》                                | 수상 |
| 2015 | 안시 국제 애니메이션 영화제     | TV Film                                                                           | 〈Food Chain〉                                   | 후보 |
| 2015 | 키즈 초이스 어워드 멕시코       | Favorite Cartoon                                                                  | 《어드벤처 타임》                                | 후보 |
| 2015 | 프라임타임 에미상               | Outstanding Individual Achievement In Animation                                   | 〈Walnuts & Rain〉의 톰 허피치                   | 수상 |
| 2015 | 프라임타임 에미상               | Outstanding Short-Format Animated Program                                         | 〈Jake the Brick〉                               | 수상 |
| 2015 | 오타와 국제 애니메이션 페스티벌 | Series for Kids                                                                   | 〈The Tower〉                                    | 후보 |
| 2015 | 영국 아카데미 어린이상          | International                                                                     | 《어드벤처 타임》                                | 후보 |
| 2016 | 애니상                          | Outstanding Achievement, Writing in an Animated TV/Broadcast Production           | 켄트 오스본 외                                   | 후보 |
| 2016 | 애니상                          | Outstanding Achievement, Storyboarding in an Animated TV/Broadcast Production     | 톰 허피치                                        | 후보 |
| 2016 | 프라임타임 에미상               | Outstanding Individual Achievement in Animation                                   | 〈Bad Jubies〉의 제이슨 코로스키(Jason Kolowski) | 수상 |
| 2016 | 프라임타임 에미상               | Outstanding Individual Achievement in Animation                                   | 〈The Dark Cloud〉의 톰 허피치                   | 수상 |
| 2016 | 프라임타임 에미상               | Outstanding Short-format Animated Program                                         | 〈Hall of Egress〉                               | 후보 |
| 2017 | 애니상                          | Best Animated Television/Broadcast Production for Children                        | "Bad Jubies"                                     | 수상 |
| 2017 | 애니상                          | Outstanding Achievement, Directing in an Animated TV/Broadcast Production         | 커스틴 레포어                                    | 후보 |
| 2017 | 애니상                          | Outstanding Achievement, Production Design in an Animated TV/Broadcast Production | 제이슨 코로스키                                  | 후보 |
| 2017 | 코먼 센스 미디어                | The Common Sense Seal                                                             | 《Islands》                                      | 수상 |
| 2017 | 프라임타임 에미상               | Outstanding Short-format Animated Program                                         | 《Islands Part 4: Imaginary Resources》          | 수상 |
| 2018 | 프라임타임 에미상               | Outstanding Individual Achievement in Animation                                   | 〈Ketchup〉의 린지 스몰부테라                    | 수상 |
| 2018 | 프라임타임 에미상               | Outstanding Short-format Animated Program                                         | 〈Ring of Fire〉                                 | 후보 |
| 2019 | 크리틱스 초이스 텔레비전상      | Best Animated Series                                                              | 《어드벤처 타임》                                | 후보 |
| 2019 | 프라임타임 에미상               | Outstanding Animated Program                                                      | 〈Come Along with Me〉                           | 후보 |
| 2021 | 데이타임 에미상                 | Outstanding Special Class Daytime Animated Series                                 | 〈Obsidian〉                                     | 후보 |
| 2021 | 데이타임 에미상                 | Outstanding Writing Team for a Daytime Animated Program                           | 〈Obsidian〉                                     | 후보 |
| 2021 | 데이타임 에미상                 | Outstanding Original Song for a Preschool, Children’s or Animated Program         | 〈Monster〉                                      | 후보 |

#### 코믹스
| 연도 | 상         | 수상 부문                                             | 후보                                                                                                   | 결과 |
| ---- | ---------- | ----------------------------------------------------- | --- | ---- |
| 2013 | 아이스너상 | Best New Series                                       | 《어드벤처 타임》 코믹스                                                                               | 후보 |
| 2013 | 아이스너상 | Best Publication for Kids                             | 《어드벤처 타임》 코믹스                                                                               | 수상 |
| 2013 | 아이스너상 | Best Publication for Teens                            | 《Adventure Time: Marceline and the Scream Queens》                                                    | 후보 |
| 2013 | 하비상     | Best Original Graphic Publication for Younger Readers | 《어드벤처 타임》 코믹스                                                                               | 수상 |
| 2013 | 하비상     | Special Award for Humor in Comics                     | 라이언 노스                                                                                            | 수상 |
| 2014 | 아이스너상 | Best Lettering                                        | 브릿 윌슨(Britt Wilson)                                                                                | 후보 |
| 2014 | 하비상     | Best Original Graphic Publication for Younger Readers | 《어드벤처 타임》 코믹스                                                                               | 수상 |
| 2014 | 하비상     | Special Award for Humor in Comics                     | 라이언 노스                                                                                            | 수상 |
| 2018 | 아이스너상 | Best Short Story                                      | 〈Forgotten Princess〉, 필립 케네디 존슨(Phillip Kennedy Johnson) 및 안토니오 샌도벌(Antonio Sandoval) | 후보 |

## 관련 미디어

### 코믹스

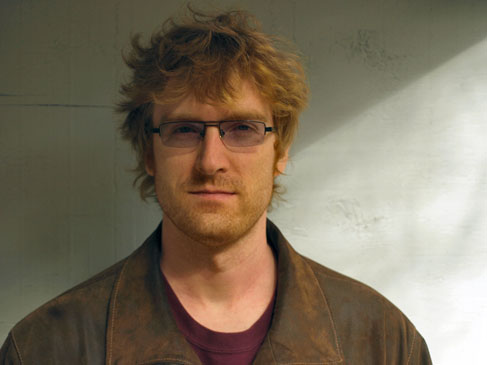
2014년까지 코믹스를 맡은 웹코믹 작가 라이언 노스.

2011년 11월 19일, 카붐! 스튜디오스(KaBOOM! Studios)는 웹코믹 작가인 라이언 노스가 《어드벤처 타임》 코믹스를 만들 예정이라고 발표했다. 2012년 2월 8일 첫 책이 나왔으며, 셸리 패럴라인(Shelli Paroline)과 브래든 램(Braden Lamb)이 그림을 맡았다. 2014년 10월에는 노스가 각본 제작을 그만두고 크리스토퍼 헤이스팅스가 자리를 이어받았다.
초기 코믹스의 성공에 힘입어 여러 스핀 오프 미니시리즈가 출시되었다. 2012년 7월에는 메러디스 그랜(Meredith Gran)이 제작한 《어드벤처 타임: 마르셀린과 스크림 퀸스》(Adventure Time: Marceline and the Scream Queens)가 공개되었다. 총 6호가 제작되었으며, 버블검 공주가 마르셀린의 밴드에 들어와 우 랜드를 여행하면서 생기는 이야기를 다루고 있다. 2013년 1월에는 에피소드 〈Fionna and Cake〉를 바탕으로 한 《피오나와 케이크의 어드벤처 타임 》(Adventure Time with Fionna & Cake)가 발매되었다. 《어드벤처 타임》 캐릭터 디자이너이자 스토리보드 수정자인 나타샤 알레그리(Natasha Allegri)가 그림을 맡았다. 그 외 다른 작가들이 참여한 스핀오프 시리즈로는 《캔디 케이퍼스》(Candy Capers), 《플립 사이드》(Flip Side), 《바나나 가드 아카데미》(Banana Guard Academy), 《어드벤처 타임: 아이스 킹》(Adventure Time: Ice King) 등이 있다. 1회 완결 스핀오프 시리즈 또한 기획되었다. 첫 번째로 2015년 10월 《스푹타큘러 #1》(Spoooktacular #1)이 공개되었다.
별도의 그래픽 노블 시리즈 또한 발매되었다. 2013년 4월 발매된 다니엘 코르세토(Danielle Corsetto) 각본, 잭 스털링(Zack Sterling) 그림의 《어드벤처 타임: 불장난》(Adventure Time: Playing with Fire)는 핀과 제이크와 함께 불꽃 공주가 벌이는 모험에 대해 다루었다. 속편으로는 현재까지 《픽셀 공주》(Pixel Princesses, 2013년 11월 발매), 《시잉 레드》(Seeing Red, 2014년 5월), 《비터 스위츠》(Bitter Sweets, 2014년 11월), 《그레이블스 슈메이블스》(Graybles Schmaybles, 2015년 5월), 《마스크드 메이헴》(Masked Mayhem, 2015년 12월), 《네 개의 성》(The Four Castles, 2016년 5월), 《버블검 대통령》(President Bubblegum, 2016년 9월), 《브레인 로버스》(Brain Robbers, 2017년 3월)가 발매되었다.

### 서적
코믹스 외에도 《어드벤처 타임》을 주제로 한 책들이 여럿 출간되었다. 2013년 7월 22일 출판된 《어드벤처 타임 백과사전》(The Adventure Time Encyclopaedia)은 헌슨 애버디어의 성우이자 올리비아 올슨의 아버지인 코미디언 마틴 올슨이 썼다. 속편인 《어드벤처 타임: 디 엔카이리디언 & 마시의 비밀 스크랩북!!!》(Adventure Time: The Enchiridion & Marcy's Super Secret Scrapbook!!!)은 2015년 10월 6일 발매되었다. 2014년 10월 14일에는 제작진 및 성우들의 인터뷰와 영화감독 기예르모 델 토로의 서문이 담긴 《디 아트 오브 우》(The Art of Ooo)가 출간되었다. 총 4권 분량의 산문 소설 시리즈인 《어드벤처 타임 서사시》(Epic Tales from Adventure Time)도 발매되었다. 두 권으로 구성된 오프닝의 타이틀 카드 모음집 또한 발매되었으며, 작품에서 등장한 음식들의 레시피가 담긴 요리책도 출시되었다.

### 비디오 게임
웨이포워드 테크놀로지가 개발하고 D3 퍼블리셔가 배급한 닌텐도 DS·3DS용 게임 《이봐 얼음대왕! 왜 우리 쓰레기를 훔쳐가는 거야?!!》가 2012년 11월에 발매되었다. 2013년 11월에는 《던전을 탐험하자 왜냐하면 나도 몰라!》가 발매되었다. 전작과 동일한 개발사·배급사이며, 닌텐도 3DS를 포함하여 플레이스테이션 3, 엑스박스 360, Wii U 등 다양한 매체로 출시되었다. 이 게임은 핀과 제이크가 우 랜드 지하 깊은 곳에 있는 비밀의 로열 던전을 찾아 캔디 왕국을 구하는 내용을 다루었다. 동년 11월에는 핀과 제이크가 우 랜드의 미지의 땅을 찾아 나서는 《이름 없는 왕국의 비밀》이 닌텐도 3DS, 엑스박스 360, 플레이스테이션 3, 마이크로소프트 윈도우 용으로 발매되었다. 2015년 10월에는 시리즈 최초로 풀 3D 그래픽을 이용한 《핀과 제이크의 수사》가 발매되었다.
2014년 4월에는 스팀을 통하여 《핀과 제이크의 퀘스트》(Finn & Jake's Quest)가 발매되었다. 또한 카툰 네트워크는 2014년 6월 23일부터 자사 홈페이지를 통해 MOBA 게임인 《배틀 파티》를 운영하기 시작했다. 2015년 4월에는 플레이스테이션 3 및 4 게임인 《리틀빅플래닛 3》의 다운로드 콘텐츠 팩이 공개되었다. 여기에는 《어드벤처 타임》 등장인물의 복장과 노래, 스티커, 배경 등이 포함되어 있다. 가상현실(VR) 게임으로는 첫 번째로 《어드벤처 타임: 매직 맨의 심리 게임》(Adventure Time: Magic Man's Head Games)이 오큘러스 리프트, HTC 바이브, 플레이스테이션 VR로 출시되기도 하였다. 2016년 9월에는 후속 VR 게임인 《어드벤처 타임: 아이 시 우》(Adventure Time: I See Ooo)가 발매되었다. 같은 달에는 《레고 디멘션즈》에 《어드벤처 타임》의 등장인물들이 추가되었다. 그 외에도 여러 게임이 iOS와 안드로이드 용으로 출시되었다.

### 기타 상품
2011년 말, 재즈웨어(Jazwares)는 다양한 크기의 액션 피겨와 핀의 칼, 캐릭터 쿠션 등을 라이선스 하에 발매하였다. 또한 여러 의류 브랜드를 통해 티셔츠가 판매되고 있다. 펜들턴 워드는 두 의류 브랜드 사이트에서 직접 티셔츠 디자인 대회를 열기도 했다. 그 외 다른 상품들은 카툰 네트워크의 공식 쇼핑몰에서도 판매 중이다. 네 번째 시즌에서 등장한 트레이딩 카드 게임인 《카드 워즈》(Card Wars) 또한 실물로 출시되었다. 2016년 3월 11일에 레고는 카툰 네트워크와의 협조를 통해 공식 《어드벤처 타임》 레고 세트 제작을 준비 중이라고 밝혔다. 완제품은 2017년 초 출시되었다.

### 영화
2015년 2월 27일 보도에 따르면, 워너 브라더스와 프레드레이터 필름스, 버티고 엔터테인먼트, 카툰 네트워크 스튜디오가 《어드벤처 타임》의 장편 영화 버전을 제작 중이라고 전해졌다. 제작에는 펜들턴 워드와 크리스 맥케이, 로이 리가 참여한다. 2015년 10월, 프로듀서 애덤 무토는 시리즈 창안자인 펜들턴 워드가 ‘영화를 전제로 작업 중’이지만 아직 공식적으로 밝힐 수 있는 사항은 없다고 말하였다.

### 타 작품에서의 등장
코미디 센트럴에서 방영 중인 애니메이션 《퓨처라마》의 에피소드 〈Leela and the Genestalk〉에서 핀과 제이크가 카메오로 등장하였다. 제이크의 성우 존 디마지오는 《퓨처라마》에서 벤더의 성우 역시 겸하고 있다. 폭스의 《심슨 가족》에서는 28번째 시즌 첫 회의 카우치 개그에서 《어드벤처 타임》의 오프닝을 패러디하였다. 이 패러디에 사용된 노래는 워드가 직접 불렀다. 《심슨 가족》의 이그제큐티브 프로듀서인 알 진은 “그 카우치 개그는 우리 슈퍼바이징 감독인 마이크 앤더슨의 아이디어였다. 정말로 아름다고 정성 들인 크로스오버였다.”라고 밝혔다.

## 홈 미디어
2011년 9월 27일, 카툰 네트워크는 첫 번째와 두 번째 시즌의 에피소드 12편을 포함한 지역 코드 1 DVD인 《My Two Favorite People》을 발매하였다. 이후 다른 에피소드를 수록한 컴필레이션 DVD 여러 편이 발매되었다. 또한 현재까지 여섯 번째 시즌까지의 DVD와 블루레이 디스크가 출시되었다.
2013년 3월 30일에는 넷플릭스가 첫 번째 시즌의 스트리밍 서비스를 시작하였으며, 2014년 3월 30일부터는 두 번째 시즌을 제공하기 시작했으나 두 시즌 모두 2015년 3월 30일자로 서비스를 종료하였다. 현재는 훌루나 유튜브, 아마존닷컴 등의 여러 서비스에서 시청을 할 수 있다.